# Gare de Palazzolo-Milanese
La gare de Palazzolo-Milanese (en italien, Stazione di Palazzolo Milanese) est une gare ferroviaire italienne de la ligne de Milan à Asso, située à Palazzolo Milanese, quartier de la ville de Paderno Dugnano dans la province de Milan en région de Lombardie.

## Situation ferroviaire
Établie à environ 173 mètres d'altitude, la gare de Palazzolo-Milanese est située au point kilométrique (PK) 14 de la ligne de Milan à Asso, entre les gares de Paderno-Dugnano et de Varedo. 

## Service des voyageurs

### Accueil
Gare voyageurs LeNord, elle dispose d'un bâtiment voyageurs, avec guichet et automate pour l'achat de titres de transport.
Un passage souterrain permet l'accès aux quais et la traversée des voies. 

### Desserte
Palazzolo-Milanese est desservie par des trains de la ligne S2, Mariano-Comense - Milan-Rogoredo du Service ferroviaire suburbain de Milan et de la ligne S4.

### Intermodalité
Un parking pour les véhicules est aménagé à proximité.